# フランシスコ・ガルシア・ゲラ

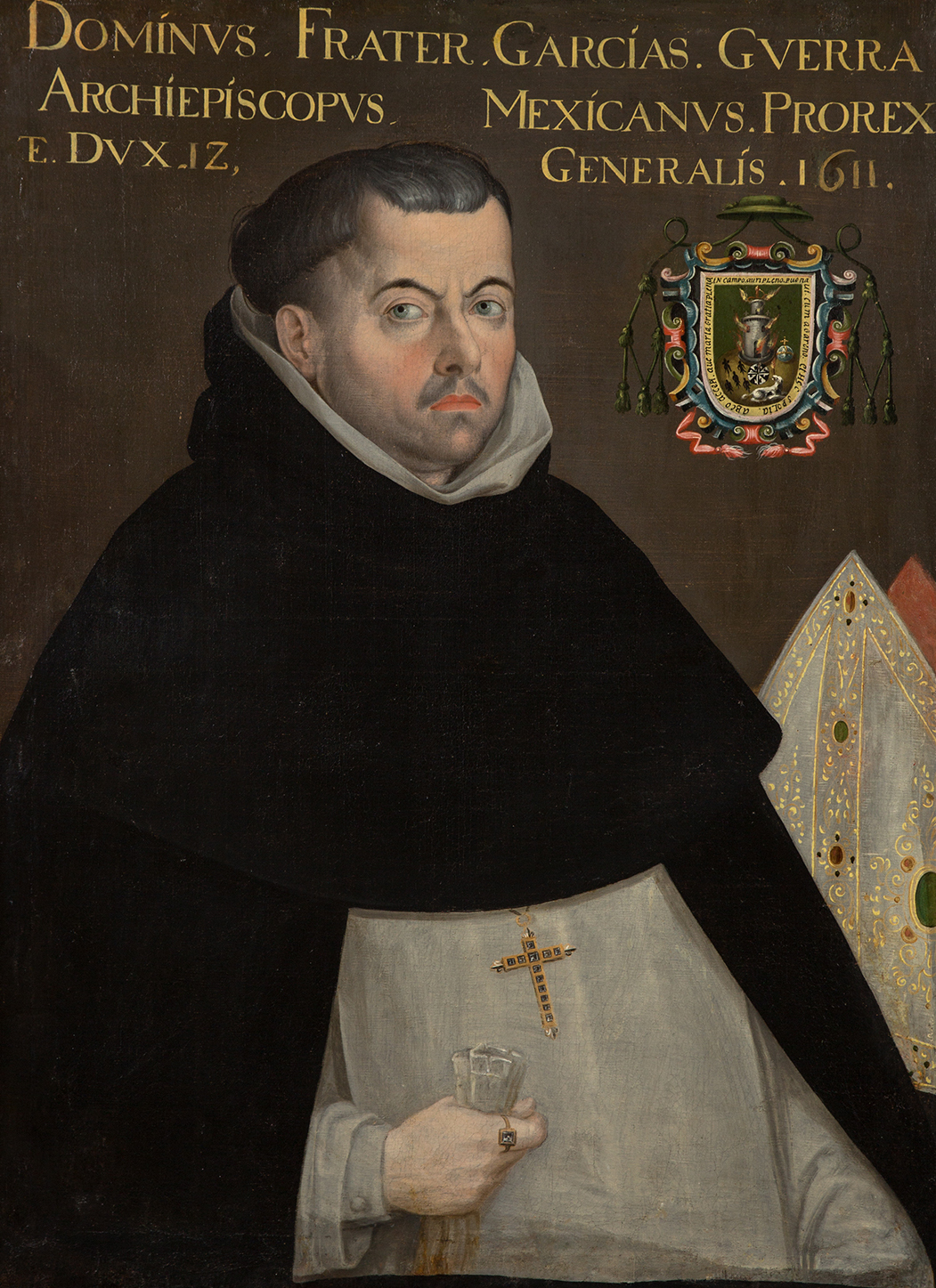
ガルシア・ゲラ

フランシスコ・ガルシア・ゲラ（Francisco García Guerra、1560年 - 1612年2月22日）は、スペインのドミニコ会修道士で、メキシコ大司教（1607-1612年）、および第12代ヌエバ・エスパーニャ副王（1611-1612年）をつとめた。

## 生涯
ガルシア・ゲラはパレンシア県フロミスタで生まれた。形而上学・神学・聖典学を学び、学者としてバリャドリードの修道院や大学で教えた。
1606年にメキシコ大司教のガルシア・デ・サンタ・マリア・メンドーサ (García de Santa María Mendoza y Zúñiga) が没したため、ガルシア・ゲラがその後継の大司教に任命され、1608年4月5日に大司教に叙階された。
1611年にヌエバ・エスパーニャ副王のルイス・デ・ベラスコがインディアス枢機会議長官に転任することになり、ガルシア・ゲラが臨時に後任の副王に就任した。しかしながら馬車から転落したことがもとで重傷を負い、翌年2月22日にメキシコシティで没した。副王に就任した1611年6月19日から半年あまりしかたっていなかった。
短い副王期間の主要な仕事としてはメキシコシティの洪水対策としての排水工事のための予算を工面したことがあげられる。